# 布氏異吻象鼻魚
本氏異吻象鼻魚，為輻鰭魚綱骨舌魚目象鼻魚科的其中一種。被IUCN列為次級保育類動物，分布於非洲多哥及奈及利亞地區，棲息於水底，具有發電器官，用來偵測獵物，背鰭軟條24至36枚；臀鰭軟條29至31枚，體長可達33公分。

## 外部連結
- 本氏異吻象鼻魚的圖片 （页面存档备份，存于）